# Erik Wekesser
Erik Wekesser (* 3. Juli 1997 in Schwetzingen) ist ein deutscher Fußballspieler.

## Karriere

### Vereine
Wekesser begann seine Karriere in der Jugend des SV Waldhof Mannheim, wechselte aber schon im Alter von zehn Jahren zum Rivalen 1. FC Kaiserslautern. Der Mittelstürmer durchlief dort die Jugendmannschaften und erhielt 2015 einen Profivertrag, blieb jedoch ohne Einsatz und wurde in der 2. Mannschaft eingesetzt (42 Spiele, 1 Tor). 2017 verpflichtete ihn die TuS Koblenz (13/0); zur Winterpause wechselte er zum Ligakonkurrenten  FC-Astoria Walldorf, für den er in der Regionalliga-Südwest 17 Tore in 46 Punktspielen erzielte.
Zur Saison 2019/20 wechselte er zum Zweitligisten SSV Jahn Regensburg. In seiner ersten Zweitligasaison gelangen ihm bei 28 Einsätzen drei Tore. In der Saison 2020/21 wurde Wekesser vom Cheftrainer Mersad Selimbegović zum Linksverteidiger umgeschult. Er gehörte mit 30 Zweitligaeinsätzen, davon 29 von Beginn an, zum Stammpersonal. Nach drei Saisons, insgesamt 89 Ligaeinsätzen und vier Toren wechselte Wekesser zum 1. FC Nürnberg. Dort erlitt er nach 17 Zweitligaeinsätzen eine schwerwiegende Verletzung, sodass er für den Rest der Saison ausfiel.
Zur Saison 2024/25 kehrt er zum 1. FC Kaiserslautern zurück.

### Nationalmannschaft
Wekesser kam als Nationalspieler zweimal für die U19- und sechsmal für die U18-Nationalmannschaft zum Einsatz; für letztere erzielte er vier Tore.